# Стефано Денсвіл
Стефано Денсвіл (нід. Stefano Denswil, нар. 7 травня 1993, Зандам) — нідерландський футболіст, захисник італійської «Болоньї». На умовах оренди грає в Туреччині за «Трабзонспор».
Виступав за клуби «Аякс» і «Брюгге», а також молодіжну збірну Нідерландів.
Дворазовий чемпіон Нідерландів. Володар Суперкубка Нідерландів. 

## Клубна кар'єра
Народився 7 травня 1993 року в місті Зандам. Вихованець футбольної школи клубу «Аякс». Дорослу футбольну кар'єру розпочав 2011 року в основній команді того ж клубу, в якій провів чотири сезони, взявши участь у 22 матчах чемпіонату. 
До складу «Брюгге» приєднався 3 січня 2015 року, уклавши з бельгійським клубом контракт на 3,5 роки. Провів у команді 4,5 сезони, провівши у її складі 144 гру у чемпіонаті Бельгії і допомігши їй здобути низку національних трофеїв.
У липні 2019 року уклав трирічний контракт з італійською «Болоньєю». У своєму першому сезоні в Італії мав регулярний ігровий час, утім з початку наступного сезону тренерський штаб команди на нідерландця вже не розраховував, і на початку 2021 року його було віддано в оренду назад до «Брюгге».
У Бельгії гравець вже не зумів повернути собі місце в основному складі, і влітку того ж 2021 року перебрався до Туреччини, де був орендований «Трабзонспором».

## Виступи за збірні
2007 року дебютував у складі юнацької збірної Нідерландів (для юнаків до 15 років), загалом взяв участь у 25 іграх на юнацькому рівні за команди різних вікових категорій.
2013 року залучався до складу молодіжної збірної Нідерландів.

## Статистика виступів

### Статистика клубних виступів
Станом на 8 січня 2021
| Сезон                 | Команда               | Чемпіонат             | Чемпіонат | Чемпіонат | Національний кубок | Національний кубок | Національний кубок | Єврокубки | Єврокубки | Єврокубки | Інші змагання | Інші змагання | Інші змагання | Усього | Усього |
| Сезон                 | Команда               | Ліга                  | Ігор      | Голів     | Ліга               | Ігор               | Голів              | Ліга      | Ігор      | Голів     | Ліга          | Ігор          | Голів         | Ігор   | Голів  |
| --------------------- | --------------------- | --------------------- | --------- | --------- | ------------------ | ------------------ | ------------------ | --------- | --------- | --------- | ------------- | ------------- | ------------- | ------ | ------ |
| 2013–14               | «Йонг Аякс»           | 1Д                    | 9         | 1         |                    | -                  | -                  |           | -         | -         |               | -             | -             | 9      | 1      |
| 2014–15               | «Йонг Аякс»           | 1Д                    | 7         | 1         |                    | -                  | -                  |           | -         | -         |               | -             | -             | 7      | 1      |
| Усього за «Йонг Аякс» | Усього за «Йонг Аякс» | Усього за «Йонг Аякс» | 16        | 2         |                    | -                  | -                  |           | -         | -         |               | -             | -             | 16     | 2      |
| 2012–13               | «Аякс»                | ЕД                    | 4         | 0         | КН                 | 1                  | 1                  | ЛЧ+ЛЄ     | 0         | 0         | СН            | 0             | 0             | 5      | 1      |
| 2013–14               | «Аякс»                | ЕД                    | 17        | 1         | КН                 | 4                  | 0                  | ЛЧ+ЛЄ     | 6+1       | 1         | -             | -             | -             | 28     | 2      |
| 2014–15               | «Аякс»                | ЕД                    | 1         | 0         | КН                 | 3                  | 0                  | ЛЧ+ЛЄ     | 2+0       | 0         | -             | -             | -             | 6      | 0      |
| Усього за «Аякс»      | Усього за «Аякс»      | Усього за «Аякс»      | 22        | 1         |                    | 8                  | 1                  |           | 9         | 1         |               | 0             | 0             | 39     | 3      |
| 2014–15               | «Брюгге»              | Д1                    | 11        | 0         | КБ                 | 0                  | 0                  | ЛЄ        | 0         | 0         |               | -             | -             | 11     | 0      |
| 2015–16               | «Брюгге»              | Д1                    | 26        | 2         | КБ                 | 3                  | 1                  | ЛЄ        | 4         | 0         | СБ            | 1             | 0             | 34     | 3      |
| 2016–17               | «Брюгге»              | Д1                    | 39        | 1         | КБ                 | 1                  | 0                  | ЛЧ        | 5         | 0         | СБ            | 1             | 0             | 46     | 1      |
| 2017–18               | «Брюгге»              | Д1                    | 33        | 2         | КБ                 | 3                  | 0                  | ЛЧ+ЛЄ     | 2+2       | 2         | -             | -             | -             | 40     | 4      |
| 2018–19               | «Брюгге»              | Д1                    | 35        | 1         | КБ                 | 0                  | 0                  | ЛЧ+ЛЄ     | 6+2       | 1         | СБ            | 1             | 0             | 44     | 2      |
| 2019–20               | «Болонья»             | A                     | 26        | 0         | КІ                 | 2                  | 0                  | -         | -         | -         | -             | -             | -             | 28     | 0      |
| 2020-січ. 2021        | «Болонья»             | A                     | 5         | 0         | КІ                 | 2                  | 0                  | -         | -         | -         | -             | -             | -             | 7      | 0      |
| Усього за «Болонью»   | Усього за «Болонью»   | Усього за «Болонью»   | 31        | 0         |                    | 4                  | 0                  |           | 0         | 0         |               | -             | -             | 35     | 0      |
| січ.-черв. 2021       | «Брюгге»              | Д1                    | 9         | 0         | КБ                 | 3                  | 0                  | ЛЧ+ЛЄ     | 0+0       | 0+0       |               | -             | -             | 12     | 0      |
| Усього за «Брюгге»    | Усього за «Брюгге»    | Усього за «Брюгге»    | 153       | 6         |                    | 10                 | 1                  |           | 21        | 3         |               | 3             | 0             | 187    | 10     |
| Усього за кар'єру     | Усього за кар'єру     | Усього за кар'єру     | 222       | 9         |                    | 22                 | 2                  |           | 30        | 4         |               | 3             | 0             | 277    | 15     |

## Титули і досягнення
- Чемпіон Нідерландів (2):

«Аякс»:  2012-13, 2013-14
- Володар Суперкубка Нідерландів (1):

«Аякс»:  2013
- Чемпіон Бельгії (3):

«Брюгге»:  2015-16, 2017-18, 2020-21
- Володар Кубка Бельгії (1):

«Брюгге»:  2014-15
- Володар Суперкубка Бельгії (2):

«Брюгге»:  2016, 2018
- Чемпіон Туреччини (1):

«Трабзонспор»: 2021-22
- Володар Суперкубка Туреччини (1):

«Трабзонспор»: 2022